# RS Корми
Координати:  08г 13м 04.21601с, −34° 34′ 42.7023″
RS Корми (RS Puppis, RS Pup) — змінна зоря, цефеїда в сузір'ї Корми. RS Корми змінює яскравість майже у п'ятеро кожні 41,4 днів. Вона майже вдесятеро масивніша за Сонце, в 200 разів більша, а її яскравість в середньому в 15 000 разів більше сонячної. У 1961 році біля неї виявлена відбивна туманність.
Оскільки зоря оточена великою туманністю, астрономам Європейської південної обсерваторії (ESO) та обсерваторії Ла-Сілья в Чилі, котрі використовували NTT (New Technology Telescope), вдалося виміряти відстань до RS Корми, аналізуючи світлове відлуння від частинок у туманності, що оточує зорю. Туманність має кільцеву структуру, причому яскравість кілець змінна. Мабуть, туманність складається з сферичних шарів пилу навколо зорі. Зсув фази змін яскравості деталей кілець щодо змін блиску цефеїди дозволяє визначити відстань до RS Корми чисто геометричним способом.
Відстань було визначено як 6500 ± 90 св. років від Землі, і це найбільш точні вимірювання для будь-якої цефеїди станом на початок 2008 року. Таким чином, RS Корми знаходиться на відстані близько чверті шляху між Сонцем і центром Чумацького Шляху. Зоря лежить в галактичній площині, у найщільнішому регіоні нашої Галактики. Точність цього виміру виключно важлива, тому що цефеїди служать маркером відстаней (стандартна свічка) в межах нашої Галактики і прилеглих галактик.

## Галерея
- Світло від RS Корми змінює інтенсивність, поширюючись через його відбивну туманність